# Andries van Bochoven
Andries van Bochove (Utrecht, setembre de 1609-2 de desembre 1634) fou un pintor barroc neerlandès.

## Biografia
Fill de Rutger van Bochoven, un pròsper negociant d'Utrecht, i de la seva primera esposa. En el curs 1624-1625 se li troba registrat com aprenent de Joachim Wtewael. Va morir prematurament el 2 de desembre de 1634, a conseqüència d'una epidèmia de pesta.
Bochoven és conegut per un parell de bodegons de cuina datats el 1628 i 1632 i, especialment, pel retrat que va deixar de si mateix en companyia de la seva família: el seu pare, Rutger, a l'esquerra, assegut a la taula amb un exemplar de la Bíblia a les mans, en el qual es llegeix la paraula Profecien, la seva segona esposa en l'extrem oposat amb els seus quatre fills menors; les tres germanes majors darrere de la taula, amb petits llibres a les mans, que poguessin ser exemplars dels Salms i, després d'elles, en peus, el germà major i el pintor, amb la paleta i els pinzells, tots vestits de negre i colls blancs emmidonats, excepte els dos menors, tot conforme als costums de les famílies protestants acomodades i pietoses, de les quals aquest retrat grupal, ara propietat del Centraal Museum d'Utrecht, és testimoniatge eloqüent.